# Buslijn 15 (Amsterdam)

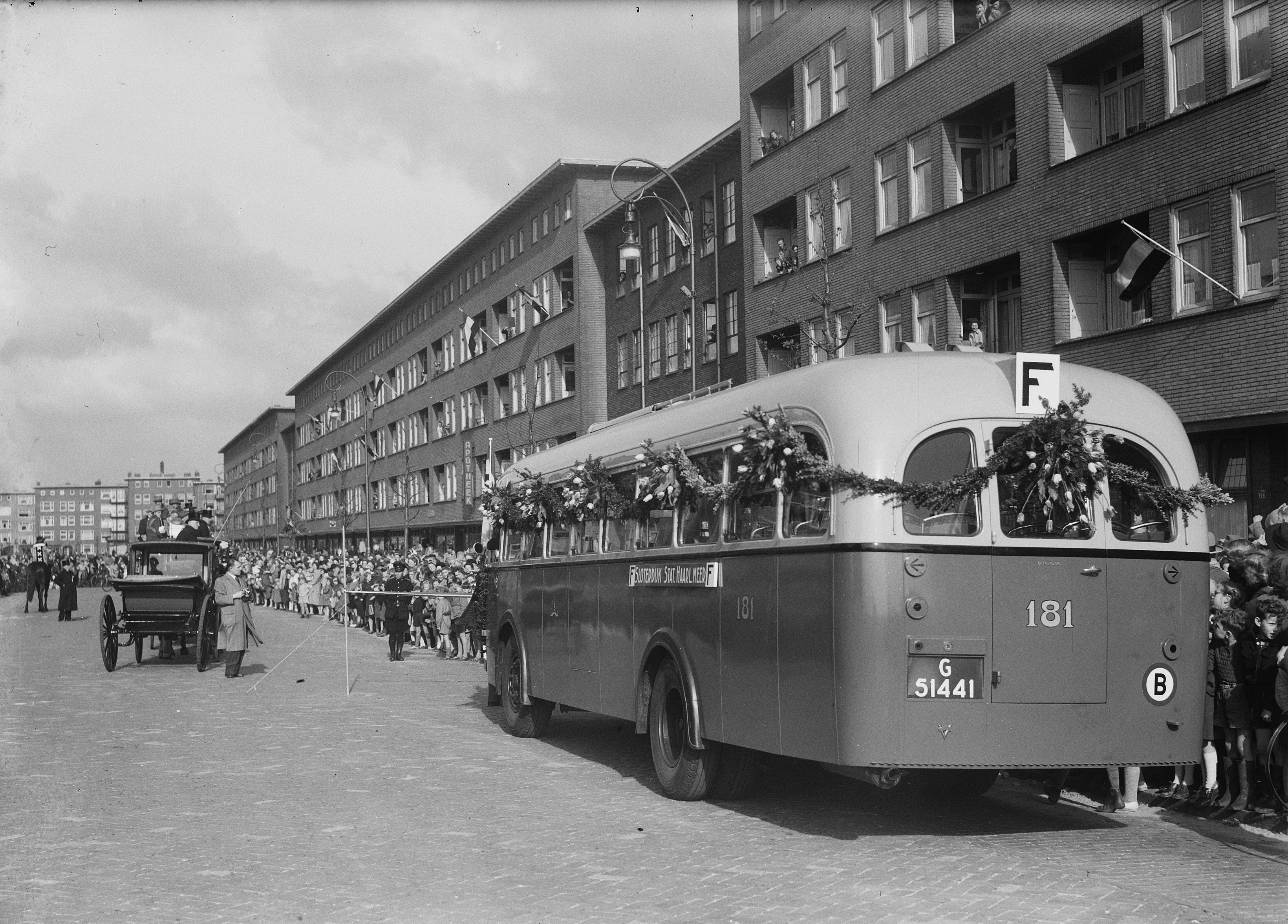
Opening buslijn F. Bos en Lommerweg; 3 mei 1950.

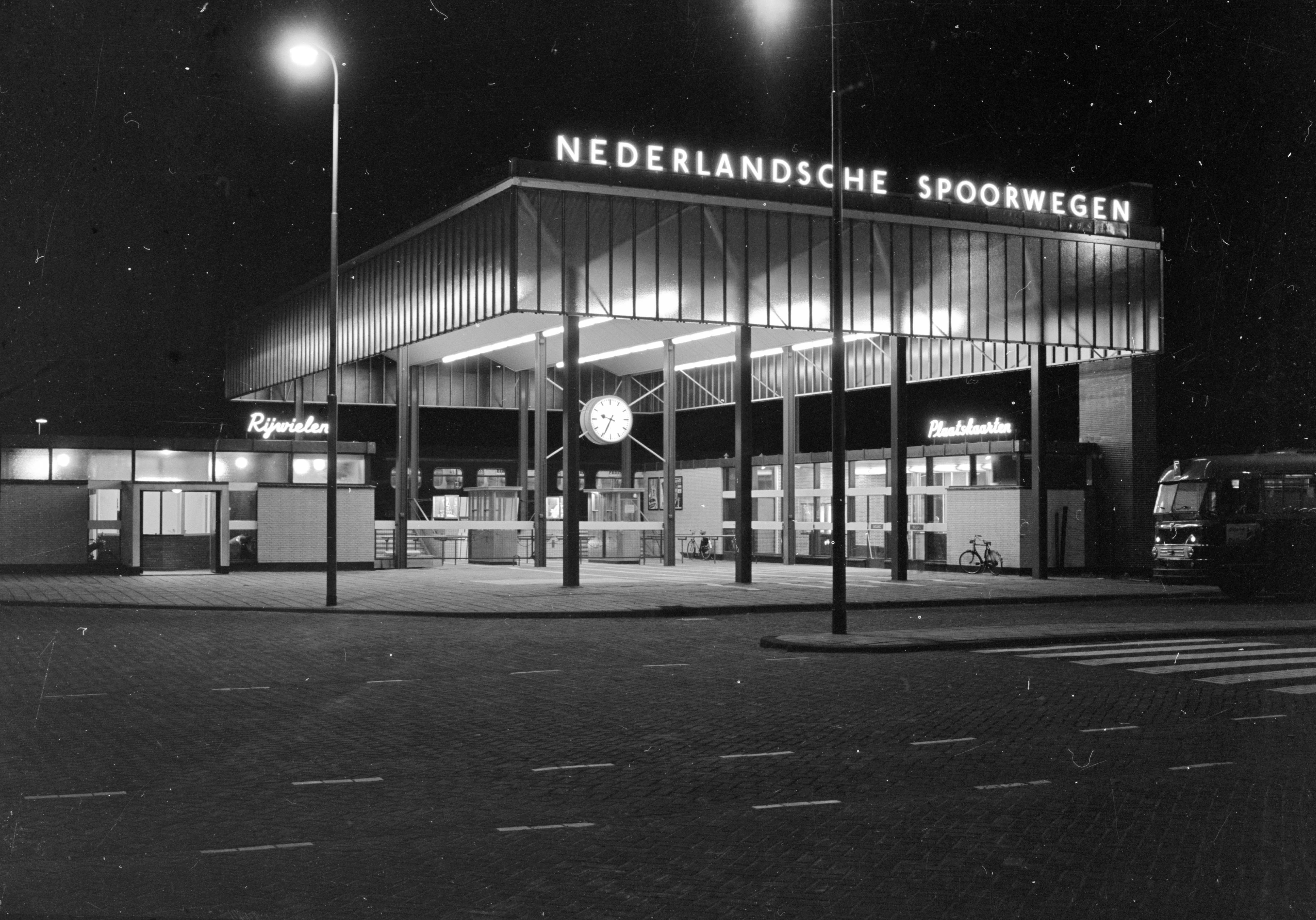
Een bus van lijn F op de Molenwerf bij Station Sloterdijk; november 1956.

De Amsterdamse buslijn 15 is een buslijn van het GVB die Station Sloterdijk met Station Zuid verbindt. De uit 1965 daterende lijn was tot de opening van metrolijn 50 in 1997 de drukste lijn van het Amsterdamse busnet.
De huidige route loopt door de stadsdelen West en Zuid. De lijn wordt gereden met gelede elektrische bussen uit de hoofdgarage West.

## Geschiedenis
De huidige lijn 15 komt voort uit de samenvoeging van de letterlijnen E en F in 1965, waaraan in 1993 de oostelijke tak van lijn 69/169 (de vroegere lijn D) werd toegevoegd. De route liep toen van Station Sloterdijk naar het Muiderpoortstation. Met de invoering van de dienstregeling van 2010 is de lijn ingekort tot Station Zuid. Daarmee is de lijn, met een verlenging (een stukje van letterlijn E) en kleine routewijzigingen weer teruggebracht tot de oorspronkelijke route van de letterlijn F: station Sloterdijk – Haarlemmermeerstation. De oostelijke tak werd vernummerd in lijn 65 en werd verlegd naar de KNSM-Laan.

### Lijn E
De eerste lijn E werd ingesteld op 16 september 1926 tussen het Cornelis Troostplein en het oude Muiderpoortstation aan de Pontanusstraat, via Lutmastraat, Tolstraat, Swammerdamstraat en Vrolikstraat. Na diverse routeaanpassingen in Amsterdam-Oost werd op 27 augustus 1928 de lijn doorgetrokken via Apollolaan naar de Stadionweg en op 1 mei 1930 verlegd naar het Scheldeplein. Na de verlenging van tram 8 op 1 juli 1936 naar het Westerscheldeplein werd de lijn opgeheven. De passagiers werden naast naar tram 8 ook verwezen naar andere lijnen. Hiermee kon het bedrijf op de exploitatiekosten besparen en de aanleg van de verlenging van de tram bekostigen.
Op 15 oktober 1939, bij de opening van het Amstelstation, werd er een nieuwe lijn E ingesteld, nu van het Haarlemmermeerstation via de Beethovenstraat en de Zuider Amstellaan (sinds 1946: Rooseveltlaan) naar het Amstelstation. Op 22 mei 1940 werd de lijn tijdelijk opgeheven om op 21 maart 1949 weer te gaan rijden. Op 5 september 1965 werd lijn E onderdeel van de nieuwe lijn 15.

### Lijn F
De eerste lijn F werd ingesteld op 27 mei 1926 tussen de Zaanstraat en het Leidsebosje, via de Staatsliedenbuurt. Op 7 december 1931 werd deze lijn weer opgeheven.
Op 2 januari 1940 werd er een nieuwe lijn F ingesteld nu met als route Sloterdijk – Rozengracht, via de Bestevaerstraat. Op 22 mei 1940 werd deze lijn tijdelijk opgeheven om op 4 mei 1950 weer te gaan rijden. De route werd nu Sloterdijk – Mercatorplein – Surinameplein – Hoofddorpplein – Haarlemmermeerstation.
Op 7 oktober 1952 vond de verlegging westwaarts plaats naar het Bos en Lommerplein, in plaats van naar Sloterdijk. Op 6 augustus 1953 werd de lijn verder naar het westen verlengd en als eerste lijn naar Slotermeer doorgetrokken, langs de Burgemeester de Vlugtlaan tot de Burgemeester Eliasstraat en vanaf 8 juli 1954 tot de Slotermeerlaan.
Op 30 september 1954, na de verlenging van tram 13, werd de lijn verlegd via de Burgemeester Fockstraat naar de Burgemeester Rendorpstraat om vanaf 11 november 1954 te eindigen in de Burgemeester Röellstraat bij de Burgemeester Van Leeuwenlaan. Dit bleef zo tot 3 juni 1956, toen de lijn weer werd verlegd naar station Sloterdijk en in Slotermeer werd vervangen door buslijn 21. Op 5 september 1965 werd lijn F onderdeel van de nieuwe lijn 15.

### Lijn 15
De huidige lijn 15 ontstond in 1965 door de samenvoeging van de toenmalige letterlijnen E (Amstelstation – Haarlemmermeerstation) en F (Station Sloterdijk – Haarlemmermeerstation). De route via de Marathonweg werd vervangen door de route via het Stadionplein. Sinds 1966 was er vanuit de Jan Evertsenstraat op De Krommert in verband met de beschikbare ruimte en onoverzichtelijke situatie een linksaf verbod naar de Admiraal de Ruijterweg waarbij bus 15 richting Sloterdijk over de oostelijke kade van de Admiralengracht en Jan van Galenstraat reed. Dit verbod verviel na komst van de nieuwe trambaan.
In 1985 werd de lijn doorgetrokken naar het nieuwe Station Sloterdijk. In 1986 werd de route verlegd, als voorloper op de nimmer gerealiseerde vertramming van lijn 15, via de hele Stadionweg in plaats van via de Apollolaan. Hierbij werden gelede bussen ingezet waarbij de frequentie werd verlaagd. De gelede bussen konden richting Amstelstation gezien het profiel niet meer door de Baarsstraat rijden maar moesten door de hele Zeilstraat waardoor het drukke kruispunt Zeilstraat/Amstelveenseweg niet meer kon worden gemeden.
In 1993 werd het traject Amstelstation – Muiderpoortstation (de vroegere letterlijn D) toegevoegd aan de ingekorte lijn 69 en 169.
In december 2004 werd lijn 15 verlegd via Station Amsterdam Zuid en reed de lijn voortaan via het Bos en Lommerplein en -weg. Sinds 2012 werd in plaats van via de Bos en Lommerweg en Admiraal de Ruijterweg vanaf het Bos en Lommerplein rechtstreeks via de Einsteinweg gereden naar Sloterdijk.
De lijn was een veel gebruikte ceintuurlijn voor het vervoer tussen Amsterdam-Oost, -Zuid en -West. Tot de komst van de gelede bussen in 1986 reed in de spits elke 3 à 4 minuten een standaardbus op deze lijn waarbij regelmatig clustervorming ontstond. Bij de komst van de gelede bussen werd dit elke 5 à 8 minuten. In 2006 verdwenen de gelede bussen met bijbehorende frequentieverhoging, om in 2010 op de ingekorte lijn weer terug te keren.
De buslijn was jarenlang een van de langste en drukste buslijnen van het GVB.

#### Lijn 315
Van 2007 tot 2009 reed er tussen Station Zuid en Sloterdijk in de spits een versterkingslijn 315 (oude route lijn F)

### Lijn 65
Er heeft van 1969 tot 1990 en van 2000 tot 2006 ook een lijn 65 bestaan.

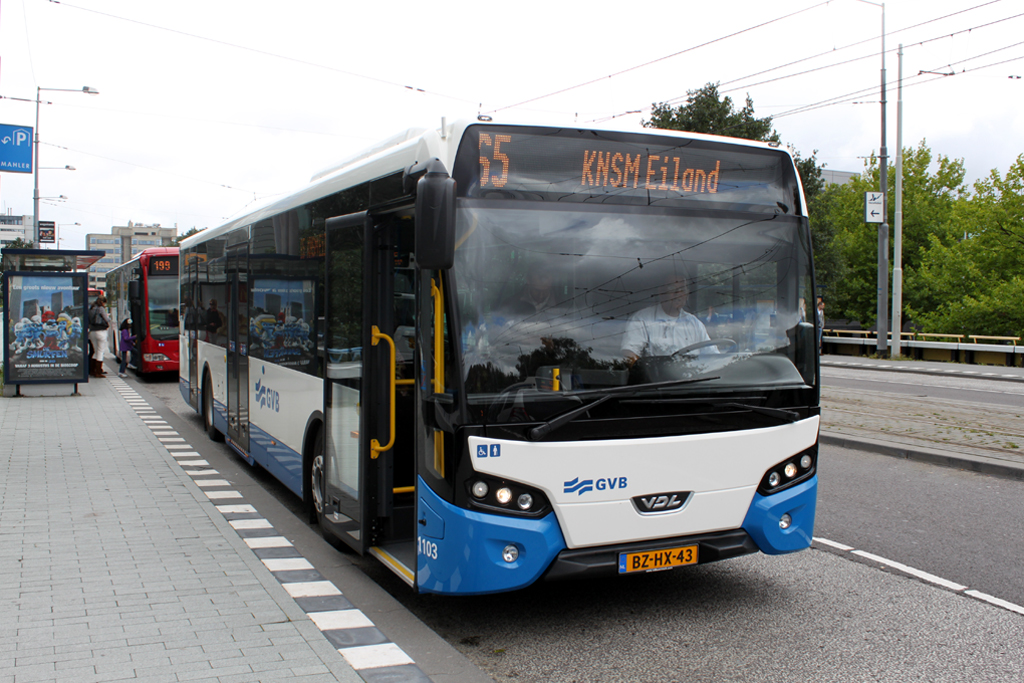
Citea 1103 op lijn 65 op Strawinskylaan, sinds 8 december 2023 komt lijn 65 hier niet meer

Door de onevenwichtige bezetting op het westelijk en het oostelijk traject, het westelijk traject is veel drukker, werd op 9 december 2009 lijn 15 ingekort tot de route van lijn 315 tot Station Zuid. Het oostelijke deel werd vernummerd in lijn 65. Deze werd vanaf de Molukkenstraat verlegd via de route van lijn 41 naar de KNSM-laan, die daarbij werd ingekort tot het Muiderpoortstation. Hierbij kon op het westelijk traject frequenter worden gereden dan op het oostelijk traject waardoor lijn 315 overbodig werd. Voorts rijdt lijn 65, in tegenstelling tot lijn 15, niet met gelede bussen, maar met standaardbussen uit garage Zuid behoudens de zomer van 2018.
Op 8 december 2023 werd de lijn vanaf het KNSM-eiland ingekort tot het Amstelstation en verviel het traject naar Station Zuid.

#### Lijn 265
Sinds 16 december 2019 wordt lijn 65 in de drukste spitsrichting (ochtendspits naar Amstelstation en middagspits naar Muiderpoortstation) op het deeltraject Molukkenstraat / Insulindeweg – Amstelstation versterkt door spitslijn 265, die in tegenstelling tot lijn 65 naar het Muiderpoortstation rijdt. Deze ritten worden gereden door de leegritten van lijn 240. Op 4 januari 2021 werd lijn 265 voorlopig opgeheven in verband met het afgenomen vervoer.

## Mogelijke vertramming
Al in de jaren 60 en 70 waren er plannen de buslijn te vervangen door een tramlijn. Door omzetting van de bus in een tramlijn zou men kunnen besparen op personeel en voertuigen omdat dubbelgelede trams veel meer capaciteit hadden dan standaardbussen en zo met minder personeel en materieel toch hetzelfde aantal of meer passagiers konden worden vervoerd. Daarnaast waren op een groot deel van het traject al tramsporen aanwezig.
Nadat in 1982 het grootste railloze traject (de Admiraal de Ruijterweg) van tramrails was voorzien werden de plannen weer concreter. In 1986 zag het er door een voorstel van wethouder Michael van der Vlis en goedkeuring door de gemeenteraad naar uit dat het plan verwezenlijkt zou worden, maar na meerdere malen uitgesteld te zijn, kwam deze vertramming er uiteindelijk niet.
Er vond een groot aantal hoorzittingen plaats omdat er ook een groot aantal tegenstanders van het plan waren. Met name waren de bewoners bevreesd voor het verdwijnen van parkeerplaatsen. Daarnaast was er ook tegenstand van de buslobby binnen het GVB, die bevreesd was hun beste lijn kwijt te raken aan de collega's van de tram. In 1987 gingen de chauffeurs daarvoor zelfs op een ochtend in staking.
Eerst stond de vertramming gepland voor 1989 en vooruitlopend daarop ging buslijn 15 in 1986 met gelede bussen rijden. Tevens werd voortaan via de gehele Stadionweg gereden. Daarna werd de vertramming enkele malen met een jaar opgeschoven maar kwam het er steeds niet van. Bij werkzaamheden aan het tramnet waren er op sommige kruisingen reeds verbindingsbogen gelegd, waardoor er uiteindelijk op vrijwel het gehele traject tramrails lagen. Alleen de rails in de Haarlemmermeerstraat (waarvoor als alternatief de Amstelveenseweg was) en de Scheldestraat ontbraken nog.
De reden van het afstel van het plan was uiteindelijk de aanleg van de ringlijn die, alhoewel een meer naar buiten gelegen ring zou bedienen dan lijn 15, een groot aantal passagiers zou overnemen.
In 1993 besloot de Amsterdamse gemeenteraad uiteindelijk de lijn niet te vertrammen, ondanks een bedrag van 17 miljoen gulden dat door het Rijk hiervoor was gereserveerd. De vertramming van lijn 15 zou niet de beoogde verbetering van het openbaar vervoer in Zuid opleveren.
Na de komst in 1997 van de gedeeltelijk evenwijdig lopende metrolijn 50 werd het vervoer met de jaren minder en daalde de frequentie. Ook tramlijn 12 heeft in de loop der jaren passagiers van lijn 15 overgenomen. Op 8 december 2023 werd de zuidelijke tak van de beoogde tramlijn, gereden door bus 65, zelfs geheel opgeheven en de passagiers verwezen naar andere lijnen.

### Toekomstige ontwikkelingen
In 2014 heeft de Stadsregio Amsterdam de Investeringsagenda OV vastgesteld. Deze Investeringsagenda omschrijft de gewenste investeringen in het tramnet tot 2025 en geeft een doorkijk naar de langere termijn tot 2035.
Voorstellen voor investeringen in nieuwe infrastructuur tot 2025 zijn onder andere:
- Tramsporen over de Parnassusweg tussen Olympiaplein en station Amsterdam Zuid;
- Tramsporen door de Haarlemmermeerstraat tussen Hoofddorpplein en Surinameplein.

Hiermee zou de huidige route van buslijn 15 vervangen kunnen worden door een tramlijn van Station Sloterdijk naar Station Zuid.

## Huidige toestand
De buslijn wordt vooral gebruikt voor vervoer over korte afstanden. Op het in december 2010 tot Station Sloterdijk – Station Zuid ingekorte traject rijdt lijn 15 van maandag tot en met vrijdag overdag elke 12 minuten en op de overige tijden elke 15 minuten. In december 2011 werd de route tussen station Sloterdijk en Bos en Lommerplein verlegd via de Haarlemmerweg en de A10 in plaats van via de Admiraal de Ruijterweg.

## Fotogalerij

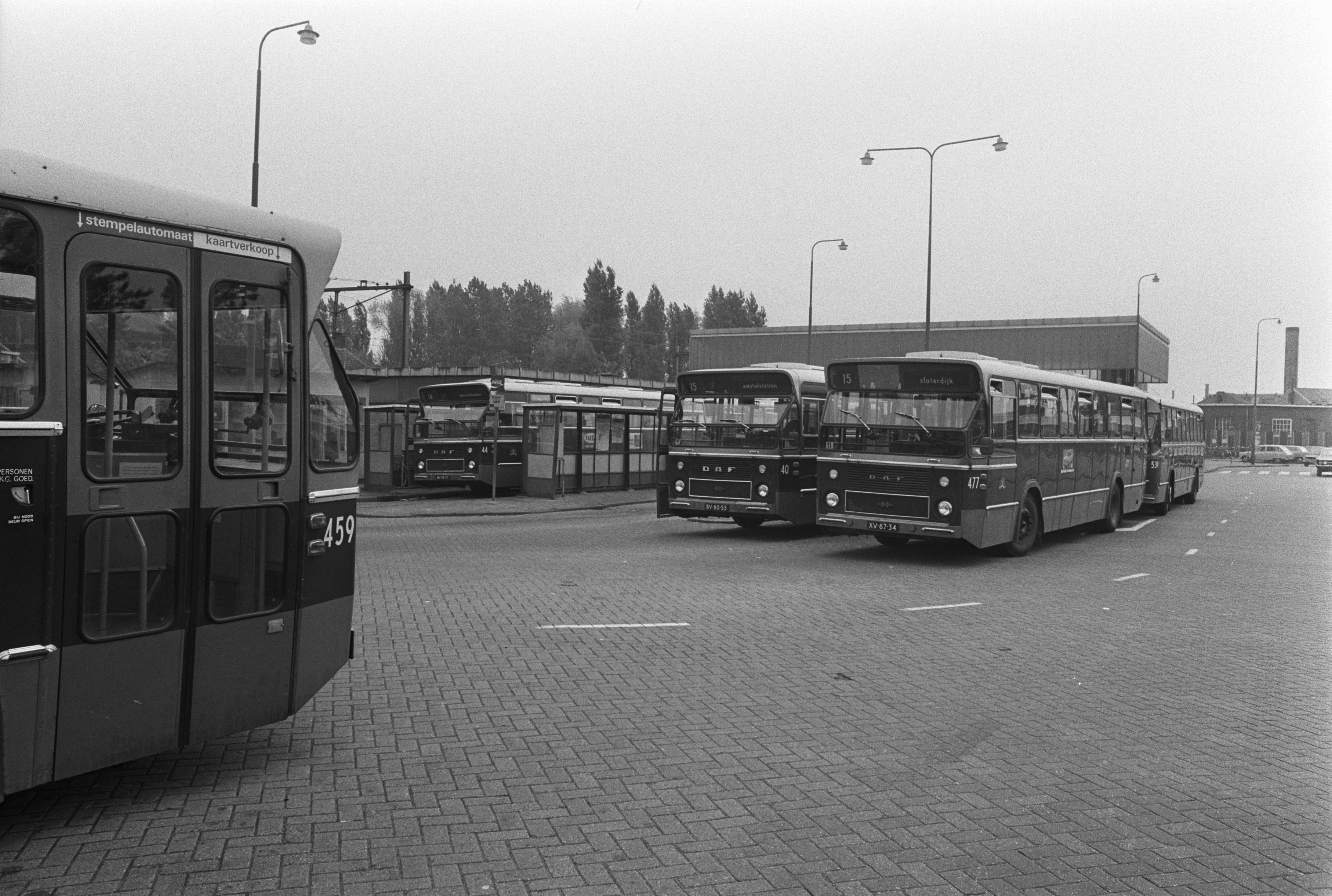
Standaardbussen 40 en 477 en luchtbus 539 van lijn 15 op standplaats Sloterdijk 3 mei 1974
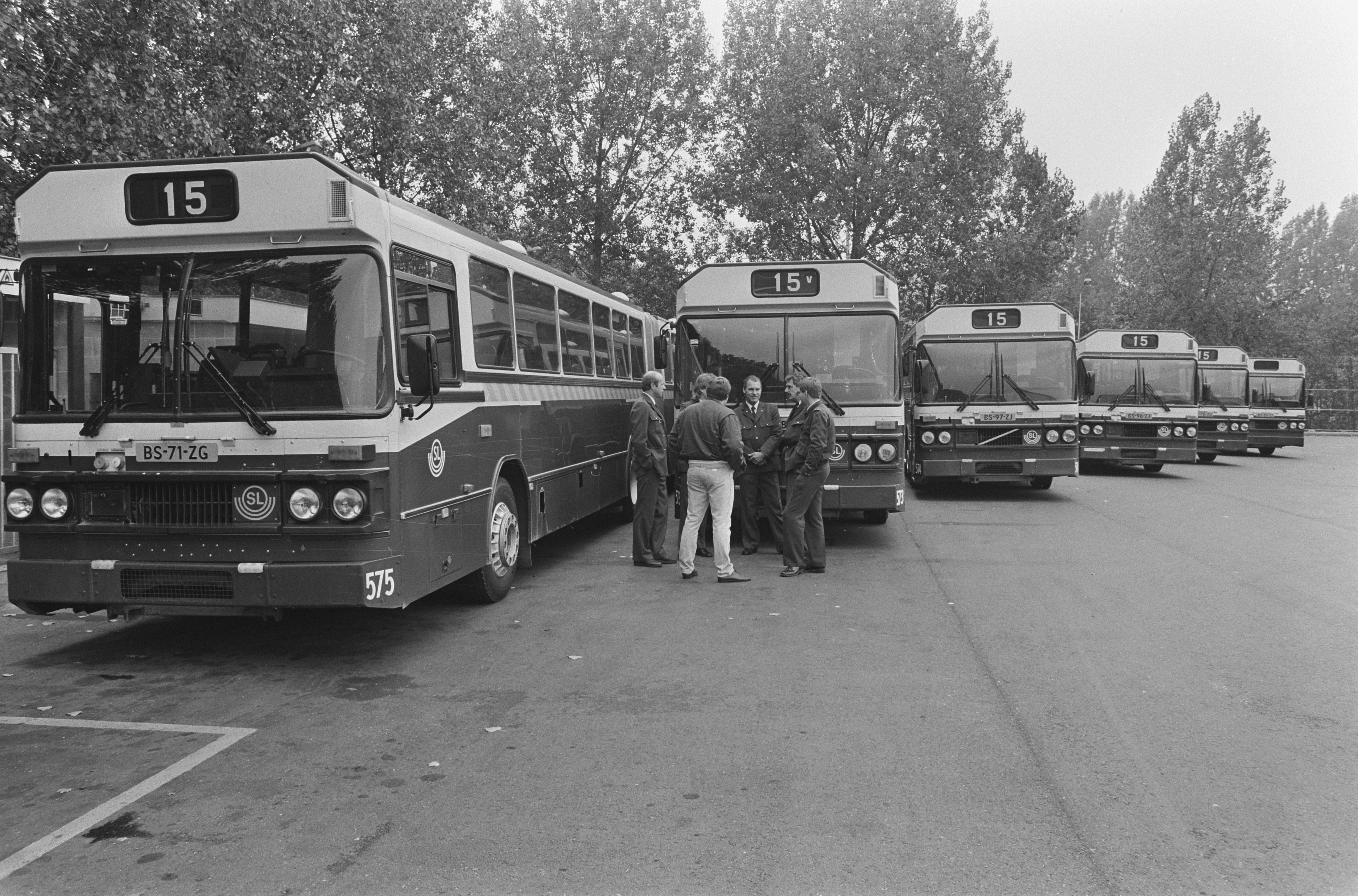
Presentatie eerste zes gehuurde Volvo gelede bussen uit Stockholm in 1986
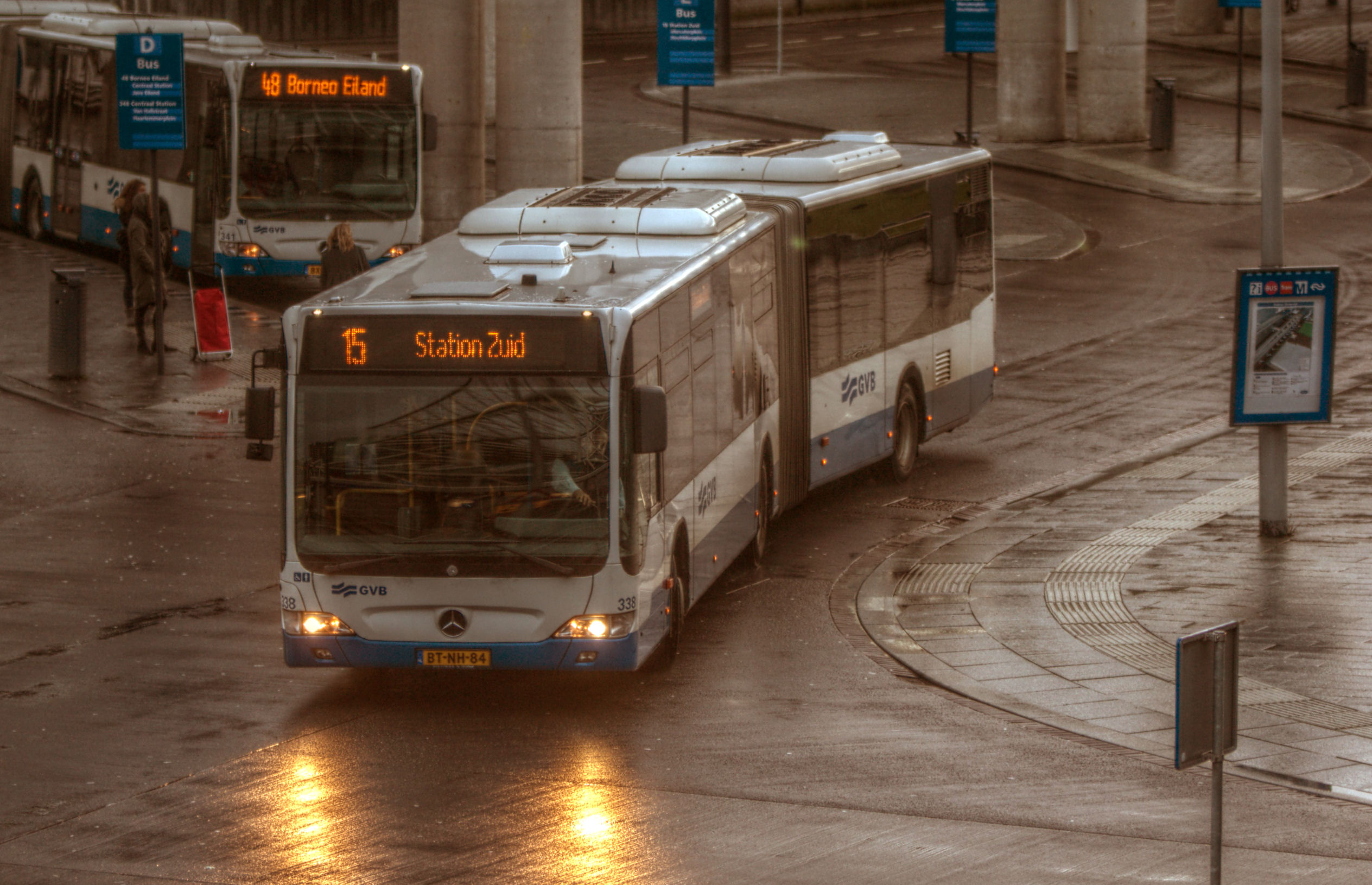
Een Mercedes-Benz Citaro op het eindpunt Station Sloterdijk; 25 december 2012.
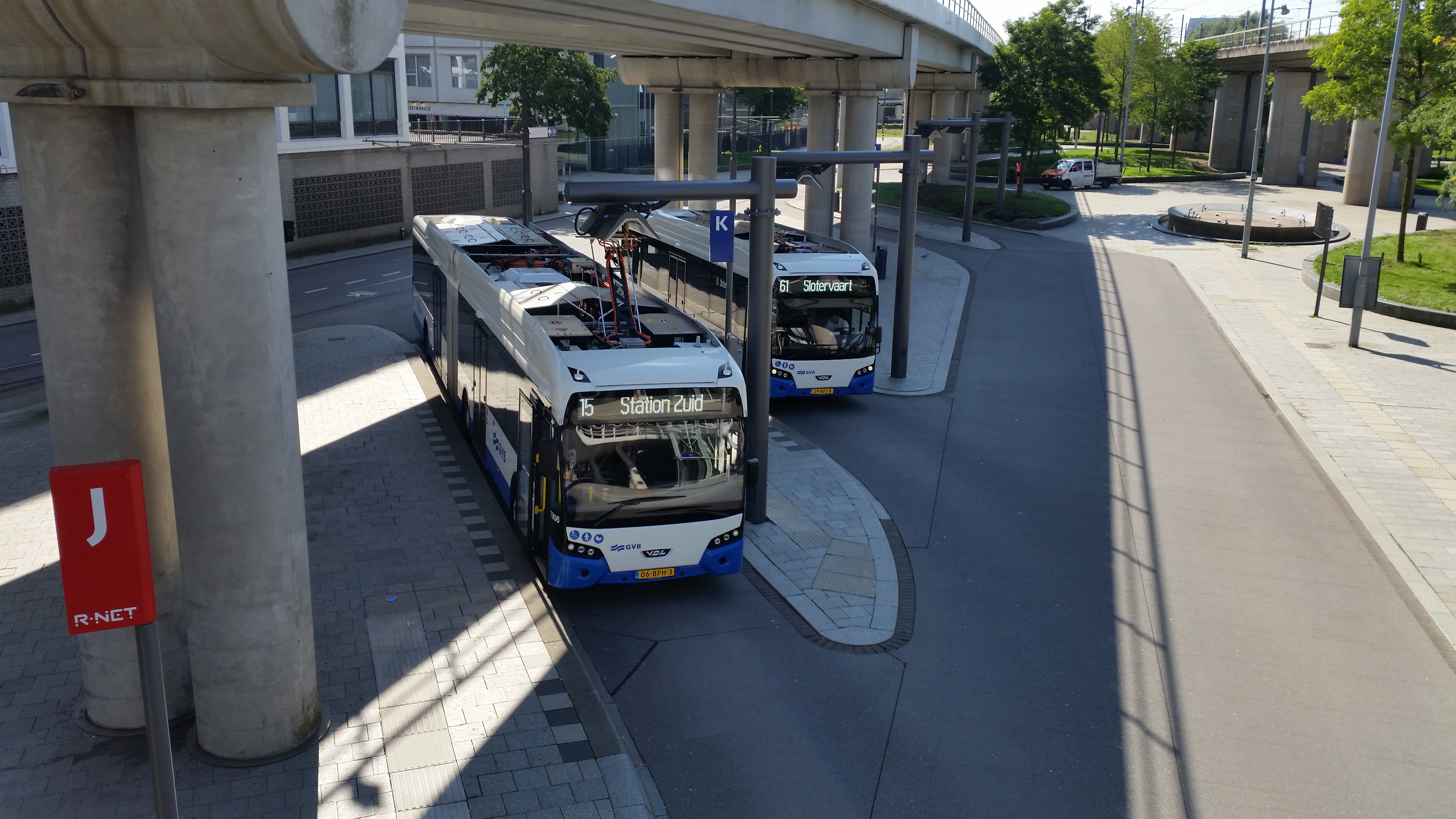
Elektrische bus van lijn 15 aan het opladen op het eindpunt Station Sloterdijk (september 2020).

Huidig: 15 · 18 · 21 · 22 · 34 · 35 · 36 · 37 · 38 · 40 · 41 · 43 · 44 · 47 · 48 · 49 · 61 · 62 · 63 · 65 · 66 · 68 · 231 · 233 · 245 · 246 · 247 · 267 · 360 · 369 · 461 · 463 · 464
Voormalig: A · B · C · D · E · F · G · H · K · L · M · P · R · S · 5 · 6 · 8 · 11 · 12 · 13S · 14 · 17 · 19 · 20 · 23 · 26 · 28 · 29 · 30 · 31 · 32 · 33 · 39 · 42 · 44P · 45 · 46 · 50/51 · 53 · 54 · 55 · 56 · 57 · 58 · 59 · 60 · 60S · 64 · 67 · 69 · 70 · 95/195 · 148 · 149 · 165/166 · 192 · 199 · 222 · 230 · 232 ·  240 · 248 · 249 · 265 · 269 · 315 · 326 · 465 · 580 · 581 · 582 · 583

Zie ook: Amsterdams busnet · Geschiedenis busnet · Amsterdams nachtbusnet · Portaal openbaar vervoer